# Japan Cup 2012
Der 21. Japan Cup (offiziell: Japan Cup Cycle Road Race) fand am 21. Oktober 2012 im japanischen Utsunomiya statt. Das Eintagesrennen war Teil der UCI Asia Tour 2013 und innerhalb dieser in die höchste Kategorie 1.HC eingestuft. Damit erhielten die ersten fünfzehn Fahrer Punkte für die Asia-Rangliste, Fahrer von ProTeams waren nicht berechtigt, Punkte einzufahren.

## Teilnehmer
Am Start standen vier ProTeams und eine Professional-Continental-Mannschaft, für die das Rennen den Saisonabschluss 2012 bedeutete, sieben Continental Teams und zwei Nationalmannschaften. Bekannte teilnehmende Fahrer waren unter anderen Ivan Basso und Peter Sagan von Liquigas-Cannondale, Daniel Martin, Christophe Le Mével und Titelverteidiger Nathan Haas (alle Garmin-Sharp) oder der Einheimische Fumiyuki Beppu von Orica GreenEdge. Deutschsprachige Fahrer starteten nicht.
| ProTeams Garmin-Sharp Orica GreenEdge Liquigas-Cannondale Team Saxo Bank-Tinkoff Bank Professional Continental Teams SpiderTech-C10 | Continental Teams Jelly Belly Cycling Team Budget Forklifts Team Nippo Aisan Racing Team Bridgestone-Anchor | Utsunomiya Blitzen Shimano Racing Team Nationalmannschaften Japan Südkorea |

## Strecke und Rennverlauf
In der Stadt Utsunomiya nördlich von Tokio fand der Japan Cup 2012 auf einem 14,1 Kilometer langen Rundkurs statt, der zehn Mal befahren werden musste. Hinzu kam dann noch eine abschließende Runde von 10,3 Kilometern. Jede Runde wartete zu Beginn mit dem Anstieg nach Kogashi auf, bei dem ungefähr 125 Höhenmeter überwunden werden mussten. Auch gegen Ende jeder Runde folgte noch einmal ein kleinerer Anstieg mit ungefähr 50 Höhenmetern. Insgesamt waren 151,3 Kilometer auf der topografisch nicht einfachen Strecke zurückzulegen.
Ungefähr zwanzig Kilometer vor dem Ziel löste sich am Kogashi-Anstieg die rennenscheidende Vierer-Gruppe mit Daniel Martin, Ivan Basso, Rafał Majka (Team Saxo Bank-Tinkoff Bank) und Julián Arredondo (Team Nippo). Das Quartett konnte sich einen Vorsprung von 46 Sekunden auf den nächsten Verfolger Christian Meier (Orica GreenEdge) erarbeiten. Im Schlusssprint konnte sich auf der ansteigenden Zielgeraden Basso vor Martin durchsetzen und damit im letzten Rennen des Jahres seinen ersten Saisonsieg feiern. Es war zugleich auch der letzte Erfolg für das Team Liquigas-Cannondale in seiner bis dahin bestehenden Form, da sich der langjährige Sponsor Liquigas zum Saisonende zurückzog.

## Endstand
|     | Fahrer              | Nation     | Team                        | Zeit         | Punkte Asia-Tour |
| --- | ------------------- | ---------- | --------------------------- | ------------ | ---------------- |
| 1.  | Ivan Basso          | Italien    | Liquigas-Cannondale         | 4:01:58 h    | 100 (0)          |
| 2.  | Daniel Martin       | Irland     | Garmin-Sharp                | gleiche Zeit | 70 (0)           |
| 3.  | Rafał Majka         | Polen      | Team Saxo Bank-Tinkoff Bank | gleiche Zeit | 40 (0)           |
| 4.  | Julián Arredondo    | Kolumbien  | Team Nippo                  | gleiche Zeit | 30               |
| 5.  | Christian Meier     | Kanada     | Orica GreenEdge             | + 0:46 min   | 25 (0)           |
| 6.  | Miyataka Shimizu    | Japan      | Bridgestone-Anchor          | + 0:59 min   | 20               |
| 7.  | Simon Clarke        | Australien | Orica GreenEdge             | gleiche Zeit | 15 (0)           |
| 8.  | Christophe Le Mével | Frankreich | Garmin-Sharp                | + 1:38 min   | 10 (0)           |
| 9.  | Yūsuke Hatanaka     | Japan      | Shimano Racing Team         | + 1:39 min   | 9                |
| 10. | Nathan Haas         | Australien | Garmin-Sharp                | + 1:39 min   | 8 (0)            |
| 11. | Masahiro Shinagawa  | Japan      | Aisan Racing Team           | + 1:39 min   | 7                |
| 12. | Taiji Nishitani     | Japan      | Aisan Racing Team           | + 1:39 min   | 6                |
| 13. | Damiano Caruso      | Italien    | Liquigas-Cannondale         | + 1:39 min   | 5 (0)            |
| 14. | Tomoyuki Iino       | Japan      | Utsunomiya Blitzen          | + 1:39 min   | 4                |
| 15. | François Parisien   | Kanada     | SpiderTech-C10              | + 1:39 min   | 3                |
| 16. | Fumiyuki Beppu      | Japan      | Orica GreenEdge             | + 1:39 min   | 0                |
| 17. | Jarosław Marycz     | Polen      | Team Saxo Bank-Tinkoff Bank | + 1:39 min   | 0                |